# 白驹镇
白驹镇，是中国江苏省盐城市大丰区下辖的一个镇，总面积111.60平方千米，人口41265人（2004年），下辖3个居委会和16个行政村。
白驹镇是施耐庵的故乡，也是元朝末年张士诚起事之地，1940年10月，黄桥战役胜利后，新四军与八路军南下支队在白驹镇会师。